# Australie aux Jeux olympiques d'été de 1968
L'Australie participe aux Jeux olympiques d'été de 1968 à Mexico au Mexique. 128 athlètes australiens, 104 hommes et 24 femmes, ont participé à 105 compétitions dans 16 sports. Ils y ont obtenu 17 médailles : 5 d'or, 7 d'argent et 5 de bronze.

## Médailles
| Médaille | Discipline       | Épreuve                       | Athlète | Performance | Date |
| -------- | ---------------- | ----------------------------- | --- | ----------- | ---- |
| Or       | Athlétisme       | 800 mètres hommes             | Ralph Doubell |             |      |
| Or       | Athlétisme       | 80 mètres haies femmes        | Maureen Caird |             |      |
| Or       | Natation         | 100 mètres nage libre hommes  | Mike Wenden |             |      |
| Or       | Natation         | 200 mètres nage libre hommes  | Mike Wenden |             |      |
| Or       | Natation         | 100 mètres papillon hommes    | Lynette McClements |             |      |
| Argent   | Athlétisme       | 80 mètres haies femmes        | Pam Kilborn |             |      |
| Argent   | Athlétisme       | 200 mètres hommes             | Peter Norman |             |      |
| Argent   | Athlétisme       | 200 mètres femmes             | Raelene Boyle |             |      |
| Argent   | Natation         | 4 × 200 m nage libre hommes   | Greg Rogers Graham White Bob Windle Mike Wenden |             |      |
| Argent   | Natation         | 4 × 100 m 4 nages femmes      | Lynette Watson Judy Playfair Lynette McClements Janet Steinbeck |             |      |
| Argent   | Aviron           | Huit                          | Alf Duval David Douglas Michael Morgan John Ranch Joe Frazio Gary Pearce Peter Dickson Bob Shirlaw Alan Grover                                                                             |             |      |
| Argent   | Hockey sur gazon | Hommes                        | Brian Glencross Paul Dearing Raymond Evans Robert Haigh Donald Martin James Mason Patrick Nilan Eric Pearce Gordon Pearce Julian Pearce Desmond Piper Fred Quine Ronald Riley Donald Smart |             |      |
| Bronze   | Athlétisme       | 200 mètres femmes             | Jennifer Lamy |             |      |
| Bronze   | Natation         | 4 × 100 m nage libre hommes   | Greg Rogers Robert Cusack Bob Windle Mike Wenden |             |      |
| Bronze   | Natation         | 1500 mètres nage libre hommes | Greg Brough |             |      |
| Bronze   | Natation         | 400 mètres nage libre femmes  | Karen Moras |             |      |
| Bronze   | Équitation       | Concours complet par équipe   | Wayne Roycroft Brien Cobcroft Bill Roycroft |             |      |